# حذف‌گرایی
حذف گرایی نوعی از اعتقاد است که در رابطه با حریف‌های سیاسی یک شخص به وجود می‌آیند. به نقل از پروفسور فیلیس ی. برنارد از دانشگاه حقوق شهر اکلاهاما، «یک توده سرطانی در سیاست است که بایستی برای حفاظت پاکی ملت قطع یا بریده گردد، که یا به وسیله جدا شدن از عامه به شکل اعظم توسط سانسور شدن، یا توسط براندازی یکجا امکان پذیر می‌باشد.»

## ریشه‌شناسی
واژه حذف گرایی برای اولین بار توسط یک دانشمند سیاسی آمریکایی به نام دنیل گلدهیگن در کتاب وصیت‌های اعدامیان هیتلر چاپ ۱۹۹۶ ابداع و به کار گرفته شد، که در آن ادعا می‌کند نه تنها آلمانی‌های معمولی از هلوکاست مطلع بوده، بلکه از آن پشتیبانی نیز می‌کردند. هلوکاست که حذف گرایی یهود ستیزی منحصر بفرد و کینه جویانه آلمانی‌ها علت آن بوده و در کشورهای با اولویت نیز گسترش یافته بود.

## تاثیرات
گلدهیگن در کتاب بدتر از جنگ، نسل‌کشی، حذف گرایی و تجاوز مداوم به انسانیت، چاپ ۲۰۰۹، استدلال می‌کند که حذف گرایی ریشه ای است که علت آن کشتارهای دست جمعی مرتکب شده که در قرون ۲۰ و ۲۱ می‌باشد و شامل موارد زیر می‌باشد:
- تجاوز جنگی در دارفور (۲۰۰۳–۲۰۱۰)
- حملات انتحاری توسط تروریست‌های اسلامی
- نسل‌کشی رواندان (۱۹۹۴)
- تبرئه کردن نژادی و نسل‌کشی در طی جنگ‌های یوگسلاو (۱۹۹۱–۱۹۹۹)
- نسل‌کشی کامبوج (۱۹۷۵–۱۹۷۹)
- عملیات کندور در آمریکای لاتین (۱۹۷۳–۱۹۸۵)
- رژه مرگ از اردوگاه آشویتس (۱۹۴۴–۱۹۴۵)
- بمباران اتمی هیروشیما و ناکازاکی (۱۹۴۵)

اردوگاه‌های انگلیسی برای شورش مائو مائو در کنیا (۱۹۵۲–۱۹۶۰) و در طی جنگهای بوئر (توضیح اضافه مترجم: جنگهایی که طی آن بریتانیا هلندی‌های مقیم آفریقای جنئبی (بوئرها) را شکست داد) (۱۸۸۰–۱۸۸۱، ۱۸۹۹–۱۹۰۲)
دیوید نیورت، ژورنالیست آمریکایی، در سال ۲۰۰۹ استدلال می‌کند که لفظ حذف گرا در جناح راست آمریکا به شکل فزاینده ای در جناح راست آمریکا در حال جریان می‌باشد، که بخش بزرگی از مباحثه افراط گرایانه ای که در بلاگهای محافظه کارانه و رادیو یافت می‌شود، را تقویت می‌کند که ممکن است به طغیان مجدد تروریسم گرگ تنها (توضیح اضافه مترجم: در تروریسم گرگ تنها به شخصی گفته می‌شود که به تنهایی و بدون اینکه با گروهی ارتباط سازمانی داشته یا از آن کمکی دریافت کند در حمایت از آن گروه، جنبش یا عقیده دست به اعمال خشونت‌آمیز می‌زند) دامن زند.
استاد حقوق آمریکایی فیلیس ی. برنارد استدلال می‌کند که مداخلات در رواندا و نیجریه، که با به کار بستن روش‌های پیش‌گیری از مناقشه آمریکا و روش‌های حل اختلاف با رسانه‌های آفریقایی و سنت‌های حل اختلاف تطبیق یافته، ممکن است برای آمریکا مناسب بوده تا به پیام‌های رسانه‌ای حذف گرایی و تأثیر آن‌ها بر جامعه بپردازد.
تئودور ن. کافمن در سال ۱۹۴۱ در آمریکا، کتاب "آلمان باید از بین برود!" را به چاپ رساند. کافمن در کتاب ۱۰۴ صفحه ای خود از نسل‌کشی آلمانی‌ها را از طریق عقیم کردن مردم آن بعد از پیروزی نیروهای متحدین همه آلمانی‌ها و عدم همکاری داخلی آلمان دفاع کرد. از این کتاب گمنام و مبهم در ایالات متحده استقبال آنچنانی نشد، اما در نهایت رژیم نازی از این کتاب به عنوان مدرکی برای اثبات توطئه عظیم یهودی‌ها برای ریشه کن کردن آلمان و آلمانی‌ها استفاده کردند (کافمن خود یک یهودی بود). نازی‌ها قسمت‌هایی از کتاب را در تبلیغات سیاسی زمان جنگ چاپ کرده و وانمود کردند که کتاب نشانگر دیدگاه‌های نیروهای متحدان می‌باشند که در نوبه خود به عنوان توجیهی برای آلمان نازی شد که به شکنجه دادن یهودی‌ها به عنوان بخشی از هالوکست ادامه دهند.
در طول جنگ داخلی الجزایر در سالهای ۱۹۹۱–۲۰۰۲، فاز اول درگیری فرقه غالب که با عنوان ریشه کن‌ها برای ایدئولوژیشان و برای تاکتیک‌های مدنی و روستائیشان، شناخته شد. این افراد تندرو، در ارتش و در جبهه آزادی‌بخش میهنی (الجزایر) با مخالفت دیالوگرها رو به رو شدند.